# Влатковац
Влатковац је насељено место у општини Чаглин, у Славонији, Република Хрватска.

## Историја
До територијалне реорганизације у Хрватској насеље се налазило у саставу бивше велике општине Славонска Пожега.

## Становништво
Насеље је према попису становништва из 2011. године имало 85 становника.
| Националност       | 1991.        |
| Хрвати             | 143 (94,70%) |
| Срби               | 0            |
| Југословени        | 6 (3,97%)    |
| остали и непознато | 2 (1,32%)    |
| Укупно             | 151          |